# Reprezentacja Bermudów w rugby 7 mężczyzn
Reprezentacja Bermudów w rugby 7 mężczyzn – zespół rugby 7, biorący udział w imieniu Bermudów w meczach i sportowych imprezach międzynarodowych, powoływany przez selekcjonera, w którym mogą występować wyłącznie zawodnicy posiadający obywatelstwo tego kraju, mieszkający w nim, bądź kwalifikujący się ze względu na pochodzenie rodziców lub dziadków. Za jego funkcjonowanie odpowiedzialny jest Bermuda Rugby Football Union, członek Rugby Americas North i World Rugby.

## Turnieje

### Udział wRAN Sevens
| Rok       | Wynik | Źródło |
| --------- | ----- | ------ |
| 2004      | 2.    |        |
| 2005      | –     |        |
| 2006      | 3–4.  |        |
| 2007      | 7.    |        |
| 2008      | 4.    |        |
| 2009      | 8.    |        |
| 2010      | –     |        |
| 2011      | 10.   |        |
| 2012      | 10.   |        |
| 2013      | 7.    |        |
| 2014      | 7.    |        |
| 2015      | –     |        |
| 2016      | 6.    |        |
| 2017      | 6.    |        |
| 2018      | 3.    |        |
| 2019      | 4.    |        |
| 2021      | 4.    |        |
| 2022 (IV) | 4.    |        |
| 2022 (XI) | 3.    |        |
| 2023      | 6.    |        |

### Udział wigrzyskach Ameryki Środkowej i Karaibów
| Rok  | Wynik | Źródło |
| ---- | ----- | ------ |
| 2010 | –     |        |
| 2014 | 8.    |        |
| 2018 | –     |        |
| 2023 | 6.    |        |